# Kathleen Stephens (Schauspielerin)
Kathleen Stephens ist eine südafrikanische Schauspielerin und Theatermacherin.

## Leben
Nach ihrem Abschluss an der Port Shepstone High School studierte Stephens von 2011 bis 2014 an der Universität Kapstadt Schauspiel und schloss das Studium mit dem Bachelor of Arts ab. Sie spricht Englisch und Afrikaans. 2018 wirkte sie in einer Episode der Miniserie 52 Story Minutes mit. 2021 spielte sie in insgesamt fünf Episoden der Fernsehserie Tali's Baby Diary die Rolle der Sheri. 2023 spielte sie im Film Runs in the Family die Rolle der Christine. Der Film wurde unter anderen am 1. Juni 2023 auf dem Inside Out Film Festival in Toronto sowie am 10. Juni 2023 Kashish Mumbai International Queer Film Festival gezeigt. Im selben Jahr stellte sie in drei Episoden der ersten Staffel des Netflix Originals die Rolle der Makino dar. Außerdem verkörperte sie die größere Rolle der Astha Patel im Film Death of a Whistleblower, der unter anderen auf dem Toronto International Film Festival gezeigt wurde.

## Filmografie (Auswahl)
- 2018: 52 Story Minutes (Miniserie, Episode 3x01)
- 2021: Tali's Baby Diary (Fernsehserie, 5 Episoden)
- 2023: Runs in the Family
- 2023: One Piece (Fernsehserie, 3 Episoden)
- 2023: Death of a Whistleblower

## Theater (Auswahl)
- 2012: The Crucible, Regie: Clare Stopford
- 2012: Love's Labour's Lost, Site Specific
- 2012: Milk and three Sugars, UCT Melodrama Prod
- 2013: Comic Book, Regie: Lara Bye, Magnet Theatre
- 2013: Letters from Sive, Regie: Gordon, Theatre in Education
- 2013: Our Country's Good, Regie: Geoffrey Hyland
- 2015: Uhm, Regie: Koleka Putuma, KKNK, Artscape, Grahamstown
- 2016: Cape Mongo, Regie: Francois Knoetze, Design Indaba Artscape
- 2016: I love you Sally Field, Regie: Wessel Pretorius, Alexander Bar
- 2016–2017: Single Minded, Regie: Jon Keevy, Alexander Bar
- 2018: Ames, Regie: Andi Colombo, Alexander Bar
- 2018: Fotostaatmasjien, Regie: Wessel Pretorius, Woordfees / KKNK
- 2018: Shakespeare in Love, Regie: Greg Karvellas, The Fugard
- 2018: Like Hamlet, Regie: Kanya Viljoen, TAAC
- 2018: Taming of the Shrew, Regie: Tara Notcutt, Maynardville